# Ariadaeus (cráter)

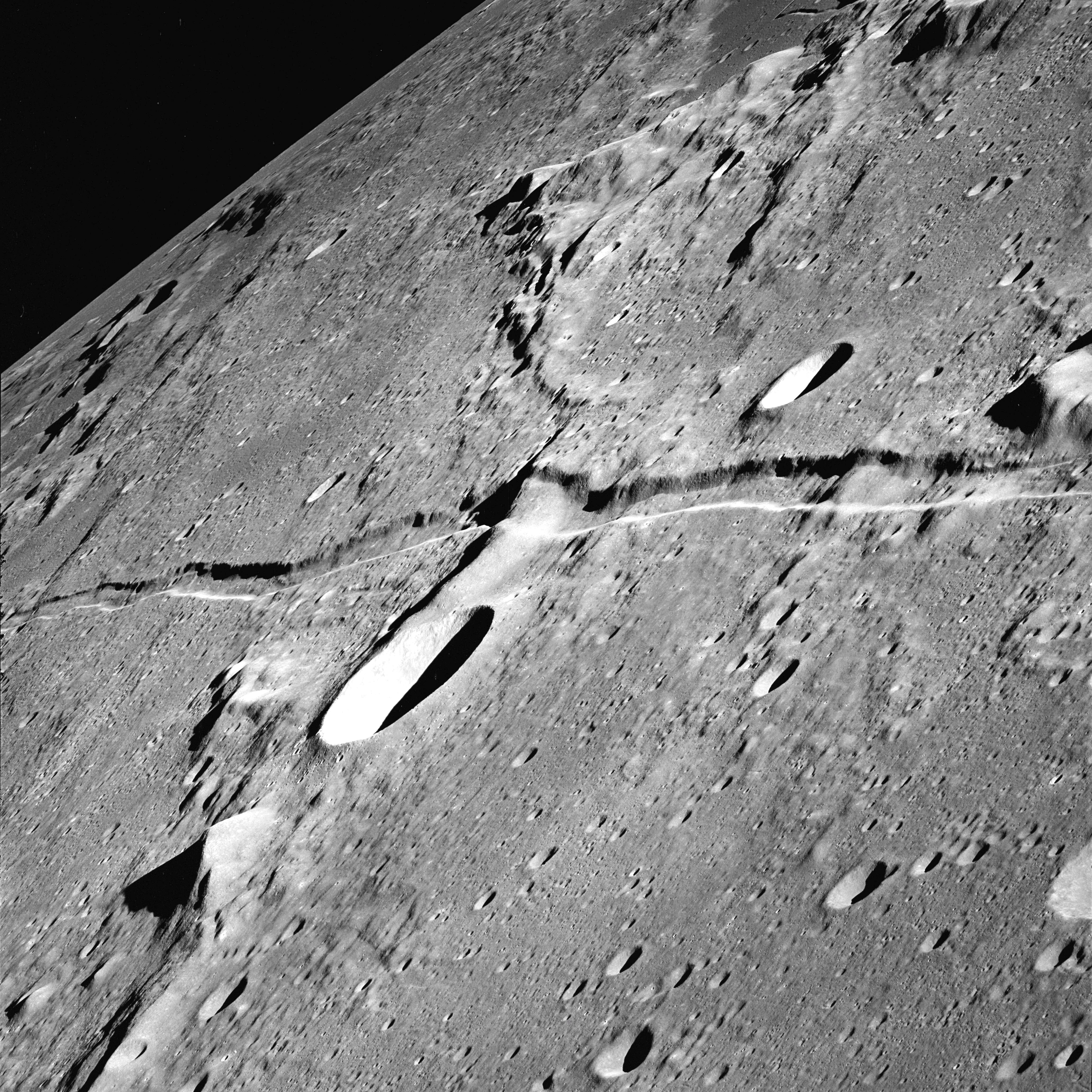
Vista oblicua desde el Apolo 10, con el cráter Silberschlag abajo a la izquierda y la Rima Ariadaeus extendiéndose hacia el horizonte

Ariadaeus es un pequeño cráter de impacto lunar en forma de cuenco, situado en las costas occidentales del Mare Tranquillitatis. Se encuentra al norte del cráter Dionysius, y al oeste-suroeste de Arago. El cráter está unido a lo largo del borde noreste con el un poco más pequeño Ariadaeus A, y los dos forman un cráter doble.
Este cráter marca el punto oriental de la Rima Ariadaeus. Esta amplia grieta se extiende en una línea casi recta hacia el oeste-noroeste, pasando justo al norte del cráter Silberschlag. Otros sistemas de grietas se encuentran en los alrededores, incluyendo las Rimae Ritter al sudeste y las Rimae Sosígenes al noreste.
El cráter fue nombrado en honor de Filipo III de Macedonia (denominado Arrideo en los textos clásicos).
|  |  |

## Cráteres satélite

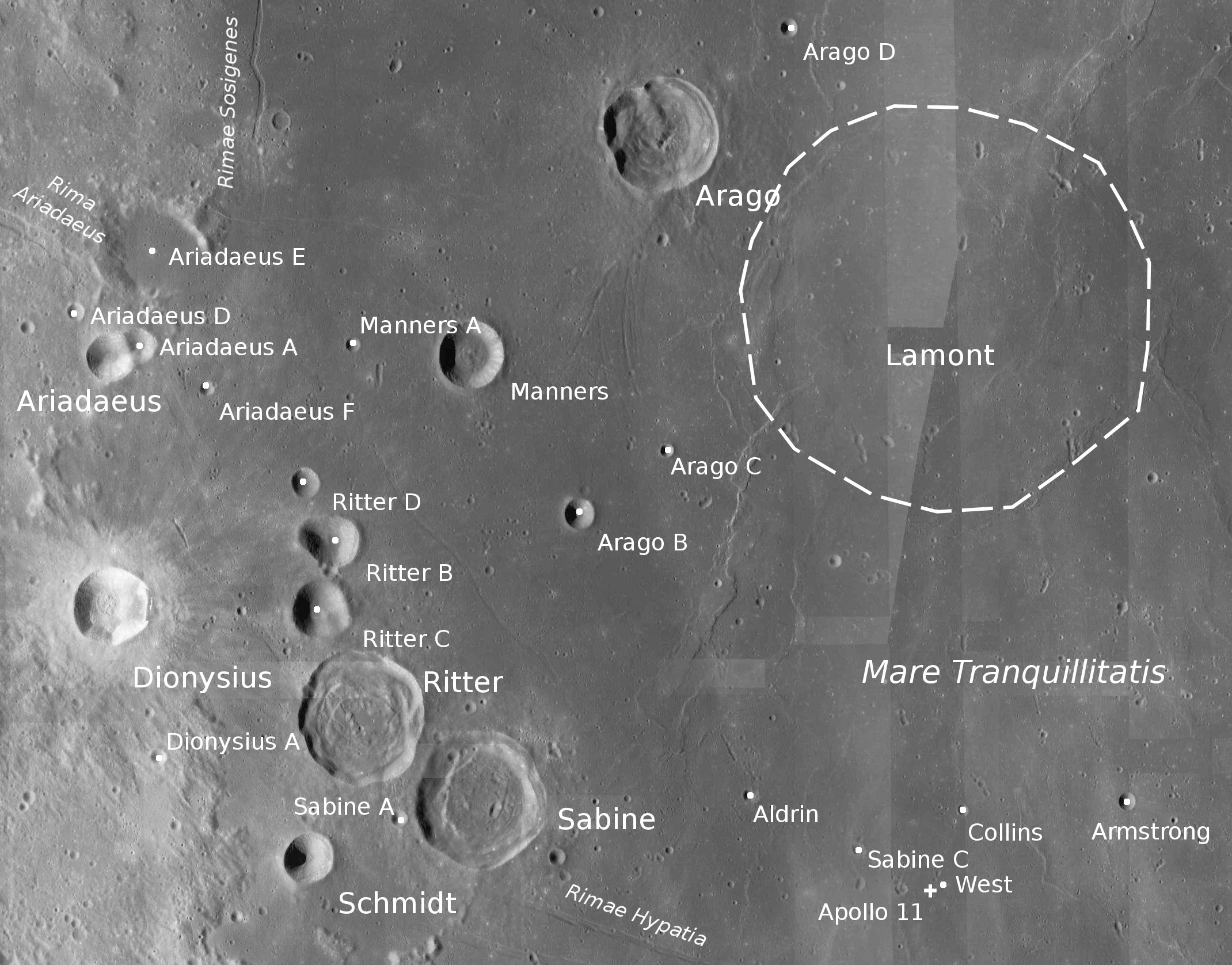
Fotografía de la misión Lunar Reconnaissance Orbiter

Por convención estos elementos son identificados en los mapas lunares poniendo la letra en el lado del punto medio del cráter que está más cerca de Ariadaeus.
|           | \| Ariadaeus \| Coordenadas \| Diámetro \| \| --------- \| -------------------------- \| -------- \| \| A \| 4°36′N 17°30′E / 4.6, 17.5 \| 8 km \| \| B \| 4°54′N 15°00′E / 4.9, 15.0 \| 8 km \| \| D \| 4°54′N 17°00′E / 4.9, 17.0 \| 4 km \| \| E \| 5°18′N 17°42′E / 5.3, 17.7 \| 24 km \| \| F \| 4°24′N 18°00′E / 4.4, 18.0 \| 3 km \| |          |
| Ariadaeus | Coordenadas | Diámetro |
| A         | 4°36′N 17°30′E / 4.6, 17.5 | 8 km     |
| B         | 4°54′N 15°00′E / 4.9, 15.0 | 8 km     |
| D         | 4°54′N 17°00′E / 4.9, 17.0 | 4 km     |
| E         | 5°18′N 17°42′E / 5.3, 17.7 | 24 km    |
| F         | 4°24′N 18°00′E / 4.4, 18.0 | 3 km     |